# Давіде Ді Дженнаро
Давіде Ді Дженнаро (італ. Davide Di Gennaro, нар. 16 червня 1988, Мілан) — італійський футболіст, півзахисник клубу «Лаціо». На умовах оренди грає за «Юве Стабія».

## Клубна кар'єра
Народився 16 червня 1988 року в місті Мілан. Вихованець молодіжної команди «Мілану». 19 травня 2007 року він дебютував за «Мілан», вийшовши на заміну замість Алессандро Костакурти у матчі проти «Удінезе». Після свого дебюту в Серії А, коли йому було 18 років, який так і залишився єдиним для гравця у формі першої команди міланського клубу, в сезоні 2007/08 Давиде був відданий в оренду до «Болоньї», яка виступала в італійській Серії B, де він отримав ігрову практику і забив два голи за 22 матчі, відігравши важливу роль у поверненні клубу до Серії А.

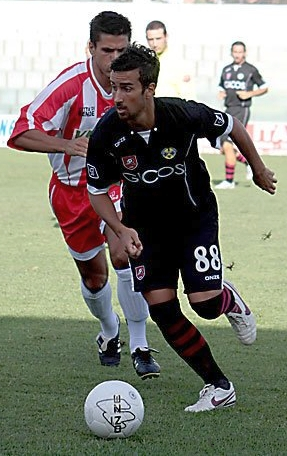
Давіде Ді Дженнаро під час виступів за «Реджину». 2008 рік.

29 травня 2008 року було підтверджено, що Ді Дженнаро включений в угоду, яке повертало Марко Борріелло в «Мілан», а Давіде відправляло до «Дженоа», але «Мілан» володів частиною прав на футболіста. 31 серпня Давіде зіграв свою першу гру за «грифонів» проти «Катанії», але вже в вересні того ж року був відданий в оренду в «Реджину». 7 лютого 2009 року Ді Дженнаро виступаючи за цей клуб забив свій перший гол у вищій італійській лізі проти рідного «Мілану» (1:1). Загалом до кінця сезоні футболіст зіграв 25 матчів і забив один гол, однак не врятував клуб від вильоту.
27 червня 2009 року у Давіде закінчився контракт співволодіння, і обидва клуби, що володіли правами на футболіста вступили в «сліпий аукціон». Переможцем виявився «Мілан», і Ді Дженнаро вирушив туди, підписавши з клубом 3-річну угоду. На початку сезону 2009/10 Ді Дженнаро отримав травму, відновлення від якої залишило його поза грою до січня 2010 року. 13 січня 2010 Давіде взяв участь в кубковому матчі проти «Новари», відзначившись довгими передачами (після однієї з них було відкрито рахунок) і кількома сильними ударами повз ворота. Однак фізична форма не влаштувала головного тренера Леонардо і гравець був відданий в оренду до іншого клубу Серії А «Ліворно». Після цього ще по сезону на правах оренди пограв у клубах Серії В «Падова» та «Модена».
14 липня 2012 року Ді Дженнаро підписав постійну угоду з клубом Серії В «Спецією», де провів один сезон, після чого на правах вільного агента перейшов у «Палермо», але там основним гравцем не був, через що у сезоні 2014/15 грав на правах оренду за «Віченцу».
9 липня 2015 року уклав контракт з «Кальярі», у складі якого в першому ж сезоні виграв Серію В і вперше за шість років повернувся у вищий італійський дивізіон, де провів ще один сезон.
21 липня 2017 року Давіде переїхав до «Лаціо», підписавши трирічний контракт. Наступного місяця Ді Дженнаро виграв свій перший трофей, Суперкубок Італії, проте на поле в тому матчі не вийшов. Дебютував за клуб 17 вересня 2017 року в матчі Ліги Європи проти голландського «Вітессе». Через сім днів він зіграв за клуб свій перший матч у Серії А у грі проти «Верони». Загалом протягом сезону відіграв за «біло-блакитних» 2 матчі в національному чемпіонаті.
2018 року був відданий в оренду до друголігової «Салернітани», а ще за рік на аналогічних умовах приєднався до клубу «Юве Стабія».

## Виступи за збірні
2004 року дебютував у складі юнацької збірної Італії, взяв участь у 10 іграх на юнацькому рівні, відзначившись 2 забитими голами.
Протягом 2007—2008 років залучався до складу молодіжної збірної Італії. На молодіжному рівні зіграв у 10 офіційних матчах.

## Статистика виступів

### Статистика клубних виступів
Станом на 24 липня 2019 року
| Сезон               | Команда             | Чемпіонат           | Чемпіонат | Чемпіонат | Національний кубок | Національний кубок | Національний кубок | Континентальні кубки | Континентальні кубки | Континентальні кубки | Інші змагання | Інші змагання | Інші змагання | Усього | Усього |
| Сезон               | Команда             | Ліга                | Ігор      | Голів     | Ліга               | Ігор               | Голів              | Ліга                 | Ігор                 | Голів                | Ліга          | Ігор          | Голів         | Ігор   | Голів  |
| ------------------- | ------------------- | ------------------- | --------- | --------- | ------------------ | ------------------ | ------------------ | -------------------- | -------------------- | -------------------- | ------------- | ------------- | ------------- | ------ | ------ |
| 2006–07             | «Мілан»             | A                   | 1         | 0         | КІ                 | 0                  | 0                  | ЛЧ                   | 0                    | 0                    | -             | -             | -             | 1      | 0      |
| 2007–08             | «Болонья»           | B                   | 22        | 2         | КІ                 | 2                  | 0                  | -                    | -                    | -                    | -             | -             | -             | 24     | 2      |
| 2008–09             | «Дженоа»            | A                   | 1         | 0         | КІ                 | 0                  | 0                  | -                    | -                    | -                    | -             | -             | -             | 1      | 0      |
| 2008–09             | «Реджина»           | A                   | 24        | 1         | КІ                 | 1                  | 0                  | -                    | -                    | -                    | -             | -             | -             | 25     | 1      |
| 2009–10             | «Мілан»             | A                   | 0         | 0         | КІ                 | 2                  | 0                  | ЛЧ                   | 0                    | 0                    | -             | -             | -             | 2      | 0      |
| Усього за «Мілан»   | Усього за «Мілан»   | Усього за «Мілан»   | 1         | 0         |                    | 2                  | 0                  |                      | -                    | -                    |               | -             | -             | 3      | 0      |
| 2009–10             | «Ліворно»           | A                   | 11        | 0         | КІ                 | 0                  | 0                  | -                    | -                    | -                    | -             | -             | -             | 11     | 0      |
| 2010–11             | «Падова»            | B                   | 17        | 5         | КІ                 | 1                  | 0                  | -                    | -                    | -                    | -             | -             | -             | 18     | 5      |
| 2011–12             | «Модена»            | B                   | 32        | 10        | КІ                 | 2                  | 1                  | -                    | -                    | -                    | -             | -             | -             | 34     | 11     |
| 2012–13             | «Спеція»            | B                   | 34        | 9         | КІ                 | 1                  | 1                  | -                    | -                    | -                    | -             | -             | -             | 35     | 10     |
| 2013–14             | «Палермо»           | B                   | 14        | 2         | КІ                 | 1                  | 0                  | -                    | -                    | -                    | -             | -             | -             | 15     | 2      |
| 2014–15             | «Віченца»           | B                   | 38+1      | 4         | КІ                 | 0                  | 0                  | -                    | -                    | -                    | -             | -             | -             | 39     | 4      |
| 2015–16             | «Кальярі»           | B                   | 31        | 4         | КІ                 | 3                  | 0                  | -                    | -                    | -                    | -             | -             | -             | 34     | 4      |
| 2016–17             | «Кальярі»           | A                   | 20        | 2         | КІ                 | 2                  | 0                  | -                    | -                    | -                    | -             | -             | -             | 22     | 2      |
| Усього за «Кальярі» | Усього за «Кальярі» | Усього за «Кальярі» | 51        | 6         |                    | 5                  | 0                  |                      | -                    | -                    |               | -             | -             | 56     | 6      |
| 2017–18             | «Лаціо»             | A                   | 2         | 0         | КІ                 | 0                  | 0                  | ЛЄ                   | 3                    | 0                    | СІ            | 0             | 0             | 5      | 0      |
| 2018–19             | «Салернітана»       | B                   | 9         | 0         | КІ                 | 0                  | 0                  | -                    | -                    | -                    | -             | -             | -             | 9      | 0      |
| Усього за кар'єру   | Усього за кар'єру   | Усього за кар'єру   | 257       | 39        |                    | 15                 | 2                  |                      | 3                    | 0                    |               | -             | -             | 275    | 41     |

## Титули і досягнення
- Володар Суперкубка Італії (1):

«Лаціо»: 2017